# Astragalus oltensis
Astragalus oltensis är en ärtväxtart som beskrevs av Aleksandr Alfonsovitj Grossgejm. Astragalus oltensis ingår i släktet vedlar, och familjen ärtväxter. Inga underarter finns listade i Catalogue of Life.